# انتخابات الرئاسة الإيرانية (أكتوبر 1981)
انتخابات الرئاسة الإيرانية أكتوبر 1981 هي الانتخابات الرئاسية التي جرت في 2 أكتوبر 1981 ميلادي الموافق 10 مهر سنة 1360 (هجري شمسي في إيران)، لانتخاب رئيس الجمهورية الإسلامية الإيرانية، فاز بالانتخابات علي خامنئي،

## المرشحين

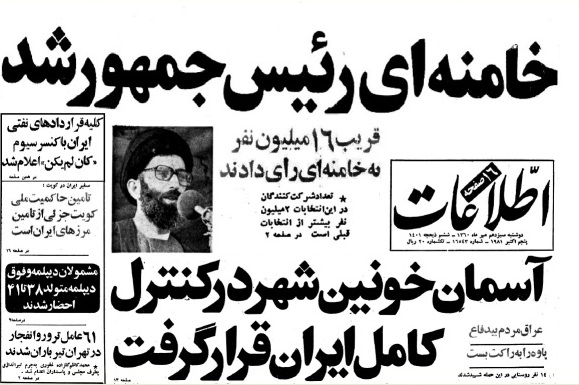
تتر لصحيفة الاطلاعات الايرانية في عددها الصادر يوم 5 أكتوبر من سنة 1981 تعلن فوز المرشح علي خامنئي بمنصب رئيس الجمهورية الايرانية

من بين قرابة 46 مرشحا سجلوا أسمائهم لمشاركة في الترشح لانتخابات رئاسة إيران وافق مجلس صيانة الدستور الإيراني فقط على أسماء 4 مرشحين وهم علي خامنئي مرشح الحزب الإسلامي، سید علی‌اکبر برورش وزير التعليم حينها، سيد رضا زواره أي واحمد غفوري فرد وزير الطاقة الإيراني حينها وينتمي المرشحون الثلاثة باستثناء علي حامنئي إلى حزب المؤتلفة الإسلامي 